# Giuliana Olmos
Giuliana Marion Olmos Dick nació el 4 de marzo de 1993, es una tenista mexicana.
Giuliana es graduada de la USC, tiene el ranking de dobles femenil más alto de su carrera, el No. 6 del mundo, logrado el 10 de abril de 2023 y el mejor ranking de individuales del No. 343 del mundo por la WTA, establecido el 4 de marzo de 2019. Ha ganado seis dobles títulos en el WTA Tour, así como cuatro títulos individuales y once títulos de dobles en el Circuito ITF.
También conocida como Gugu Olmos comenzó su ascenso en la élite del tenis femenino en el año 2021 cuando logró ganar el Master de Roma junto a Sharon Fichman, entrando al cuadro principal como alternantes y salvando punto de partido en la final. Unas semanas más tarde, llegó junto al colombiano Juan Sebastián Cabal a las semifinales de Roland Garros en dobles mixtos, meses más tarde lograría ir un paso adelante, llegando a su primera final de Grand Slam mixto junto a Marcelo Arevalo. Terminó el año jugando las finales de la WTA que por ocasión extraordinaria se llevaron a cabo en Guadalajara, México.
Continuó con grandes resultados en el año 2022, ahora en compañía de Gabriela Dabrowski, su primer gran resultado juntas fue llegar a las semifinales en Indian Wells, meses más tarde se llevarían su primer título como dupla en el Master de Madrid y una semana más tarde, llegarían a la final del Masters de Roma. En el US Open alcanzaron los cuartos de final, siento este el resultado que necesitaba para alcanzar el Top 10 por primera vez en su carrera, debutando como la octava mejor raqueta en dobles del mundo. En la gira por Asia, levantarían su segundo título del año en Tokio, lo cual le permitió alcanzar su mejor ranking al momento como la séptima de la clasificación mundial. Este resultado también la aseguró clasificar por segunda vez consecutiva a las finales de la WTA a jugarse en noviembre.  
En 2024 hizo dupla con Santiago González en la edición 2024 del US Open, sin embargo fueron eliminados en la segunda ronda.

## Torneos de Grand Slam

### Dobles mixto

#### Finalista (2)
| Año  | Torneo             | Pareja            | Oponentes en la final          | Resultado |
| 2021 | Abierto de EE. UU. | Marcelo Arévalo   | Desirae Krawczyk Joe Salisbury | 5-7, 2-6  |
| 2024 | Wimbledon          | Santiago González | Su-Wei Hsieh Jan Zieliński     | 4-6, 2-6  |

## Títulos WTA (7; 0+7)

### Dobles (7)
| Leyenda                                |
| Grand Slam (0)                         |
| Juegos Olímpicos (0)                   |
| WTA Finals (0)                         |
| WTA Elite Trophy (0)                   |
| P. Mandatory & Premier 5, WTA 1000 (2) |
| Premier, WTA 500 (1)                   |
| International, WTA 250 (4)             |

| N.º | Fecha                    | Torneo           | Superficie    | Pareja             | Oponentes en la final                   | Resultado           |
| --- | ------------------------ | ---------------- | ------------- | ------------------ | --------------------------------------- | ------------------- |
| 1.  | 16 de junio de 2019      | Nottingham       | Hierba        | Desirae Krawczyk   | Ellen Perez Arina Rodionova             | 7-6(5), 7-5         |
| 2.  | 29 de febrero de 2020    | Acapulco         | Dura          | Desirae Krawczyk   | Kateryna Bondarenko Sharon Fichman      | 6-3, 7-6(5)         |
| 3.  | 16 de mayo de 2021       | Roma             | Tierra batida | Sharon Fichman     | Kristina Mladenovic Markéta Vondroušová | 4-6, 7-5, [10-5]    |
| 4.  | 7 de mayo de 2022        | Madrid           | Tierra batida | Gabriela Dabrowski | Desirae Krawczyk Demi Schuurs           | 6-7(1), 7-5, [10-7] |
| 5.  | 25 de septiembre de 2022 | Tokio (Pacífico) | Dura          | Gabriela Dabrowski | Nicole Melichar Ellen Perez             | 6-4, 6-4            |
| 6.  | 13 de enero de 2024      | Hobart           | Dura          | Chan Hao-ching     | Guo Hanyu Jiang Xinyu                   | 6-3, 6-3            |
| 7.  | 2 de febrero de 2025     | Singapur         | Dura (i)      | Desirae Krawczyk   | Wang Xinyu Zheng Saisai                 | 7-5, 6-0            |

#### Finalista (10)
| N.º | Fecha                    | Torneo      | Superficie        | Pareja             | Oponentes en la final                         | Resultado         |
| --- | ------------------------ | ----------- | ----------------- | ------------------ | --------------------------------------------- | ----------------- |
| 1.  | 8 de abril de 2018       | Monterrey   | Dura              | Desirae Krawczyk   | Naomi Broady Sara Sorribes                    | 6-3, 4-6, [8-10]  |
| 2.  | 2 de marzo de 2019       | Acapulco    | Dura              | Desirae Krawczyk   | Victoria Azarenka Saisai Zheng                | 1-6, 2-6          |
| 3.  | 21 de septiembre de 2019 | Guangzhou   | Dura              | Alexa Guarachi     | Shuai Peng Laura Siegemund                    | 2-6, 1-6          |
| 4.  | 13 de marzo de 2021      | Guadalajara | Dura              | Desirae Krawczyk   | Ellen Perez Astra Sharma                      | 4-6, 4-6          |
| 5.  | 19 de mayo de 2022       | Roma        | Tierra batida     | Gabriela Dabrowski | Veronika Kudermétova Anastasia Pavlyuchenkova | 6-1, 4-6, [7-10]  |
| 6.  | 16 de octubre de 2022    | San Diego   | Dura              | Gabriela Dabrowski | Cori Gauff Jessica Pegula                     | 6-1, 5-7, [4-10]  |
| 7.  | 9 de abril de 2023       | Charleston  | Tierra batida     | Ena Shibahara      | Danielle Collins Desirae Krawczyk             | 6-0, 4-6, [12-14] |
| 8.  | 23 de abril de 2023      | Stuttgart   | Tierra batida (i) | Nicole Melichar    | Demi Schuurs Desirae Krawczyk                 | 4-6, 1-6          |
| 9.  | 27 de mayo de 2023       | Estrasburgo | Tierra batida     | Desirae Krawczyk   | Xu Yifan Zhaoxuan Yang                        | 3-6, 2-6          |
| 10. | 24 de agosto de 2024     | Monterrey   | Dura              | Alexandra Panova   | Guo Hanyu Monica Niculescu                    | 6-3, 3-6, [4-10]  |